# 中村達朗
中村 達朗（なかむら たつろう、1951年3月23日 - ）は、日本の国土交通官僚。国土交通省中国運輸局長や、航空・鉄道事故調査委員会事務局長を経て、空港環境整備協会理事長、日本旅行業協会理事長などを歴任した。

## 人物・経歴
静岡県出身。1973年東北大学法学部卒業、運輸省入省。運輸省地域交通局鉄道業務課補佐官を経て、1986年運輸省四国運輸局運航部長。1990年運輸省運輸審議会審理官。1992年国際観光振興会ロンドン観光宣伝事務所長。1995年運輸省自動車交通局保障課長。
1996年運輸省四国運輸局次長。1998年海上保安庁警備救難部参事官。2000年運輸省中国運輸局長。2002年航空・鉄道事故調査委員会事務局長。2004年空港環境整備協会理事長。2007年航空振興財団理事長。2011年日本旅行業協会理事長。2021年瑞宝中綬章受章。